# Бравнице (Јајце)
Бравнице је насељено место у општини Јајце, у Босни и Херцеговини, у Федерацији БиХ. Административно припада Федерацији Босне и Херцеговине, односно њеном Средњобосанском кантону. Према попису становништва из 2013. у насељу је било 323 становника, већинску популацију у насељу чинили су Хрвати и Бошњаци, а пре рата село је било српско.

## Историја
Дана 13. септембра 1995. године, припадници хрватских оружаних снага су код Бравница стрељали и масакрирали најмање 70 српских цивила који су се налазили у избегличкој колони из Доњег Вакуфа (тадашњег Србобрана).
Избегличка колона састављена од српских цивила са подручја Доњег Вакуфа, Јајца и Травника покушала је да напусти ратом захваћено подручје и избегне на безбедне територије под српском контролом. Међутим, 13. септембра 1995. хрватска регуларна војска ушла је у град Јајце и пресрела избегличку колону. Хрватски војници су испалили гранату на аутобус пун избеглица, а потом  су из ватреног оружја запуцали на остале цивиле. Затим је из аутобуса изведено десетак преживелих и рањених цивила, углавном жена и деце, који су стрељани. У нападу је убијено 70-80 српских цивила, међу којима 42 жене и 8 деце.
Године 1998. на локалитету Царево Поље, код Јајца, есхумирани су остаци 57 српских цивила, док се 24 особе и даље воде као нестали.
Дејтонским споразумом, део насељеног места Бравнице је припао Републици Српској.

## Становништво
По последњем службеном попису становништва из 2013. године у насељу Бравнице живело је 380 становника, а село је било етнички хомогено са већинском бошњачком популацијом.
| Националност | 2013.        | 1991.        | 1981.        | 1971.        |
| Срби         | 111 (34,37%) | 741 (85,37%) | 704 (72,06%) | 675 (78,03%) |
| Бошњаци      | 89 (27,55%)  | 111 (12,79%) | 174 (17,81%) | 155 (17,92%) |
| Хрвати       | 118 (36,53%) | 4 (0,46%)    | 28 (2,86%)   | 31 (3,58%)   |
| Југословени  | 2 (0,62%)    | 12 (1,37%)   | 67 (6,85%)   | 0            |
| Црногорци    | —            | 0            | 1 (0,10%)    | 1 (0,11%)    |
| Македонци    | —            | 0            | 1 (0,10%)    | 0            |
| Мађари       | —            | 0            | 0            | 1 (0,11%)    |
| остали       | 3 (0,93%)    | 0            | 2 (0,20%)    | 2 (0,23%)    |
| Укупно       | 323          | 860          | 977          | 865          |